# Quercus acutifolia
Quercus acutifolia — вид рослин з родини букових (Fagaceae); поширений в Америці від Мексики до Гватемали. На листках — гострі кінчики й крайові зубці, через які й надали виду його епітет.

## Опис

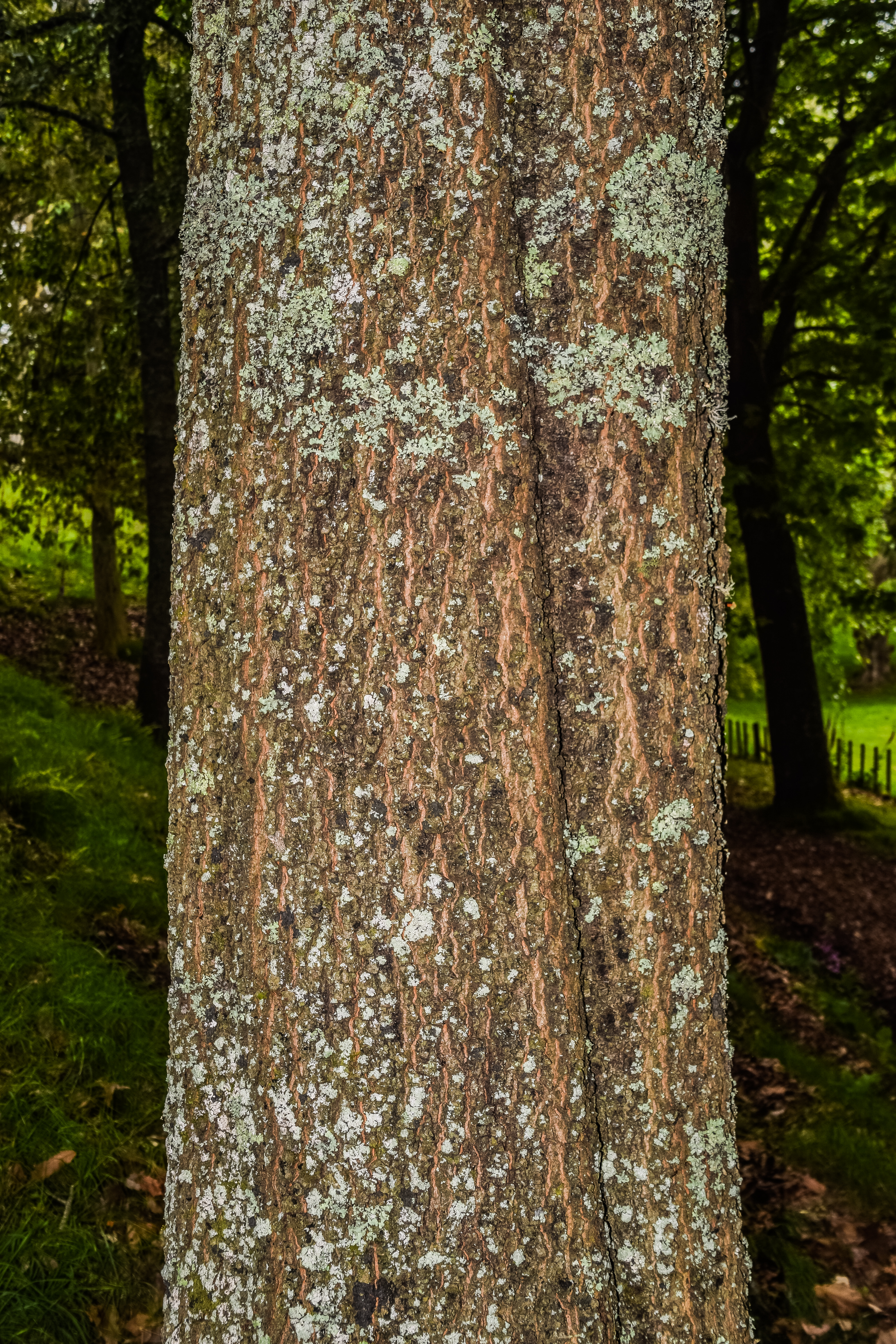
стовбур

Це листопадне або пізньо-листопадне дерево, яке зазвичай досягає 10–40 м у висоту зі стовбуром 15–100 см у діаметрі. Кора темно-коричнева, шорстка, розбита на квадратні пластинки. Гілочки стають голими, червоно-коричневими, з численними блідими сочевичками. Листки від широко-ланцетних до яйцюватих або обернено-яйцюватих, 5–10(20) × 2–6 см, товсто шкірясті; основа округла або субсерцеподібна або послаблена; верхівка загострена; край переважно цілий, потовщений, вигнутий; верх темно-оливково-зелений, голий, злегка блискучий; низ майже безволосий із золотистими залозистими волосками, іноді з пазушними пучками; ніжка листка гола, завдовжки 0.7–3 см. Тичинкові сережки довжиною 4–11 см, запушені, з 20–50 квітками, з лютого по березень; маточкові сережки 0.6–2 см, від 1 до 4-квіткові. Жолудів 1–4, дворічні, на товстій ніжці 2–20 мм; горіх яйцюватий, 1–1.9 см; чашечка укриває 1/3 або 1/2 горіха.
Період цвітіння: березень — липень. Дає зрілі плоди в червні — липні в південних районах ареалу Центральної Америки, а в жовтні — у найпівнічніших популяціях. Дерева дуже повільно ростуть і мають дуже довгий життєвий цикл, коли дерева досягають стадії розмноження, вони дають плоди лише з періодичністю від п'яти до десяти років.

## Середовище проживання
Країни поширення: Беліз, Гватемала, Гондурас, Мексика крім півночі.
Росте в дубових, сосново-дубових та змішаних лісах, часто у відкритих лісах на вологих схилах та плоскогір'ях, а також у вологих ярах та балках; на висотах 1000–2500 м.

## Використання
Q. acutifolia виробляє тверду деревину, яка використовується місцево на дрова та деревне вугілля, а також для інструментів, стовпів огорожі, будівельних матеріалів. Кору можна використовувати в лікувальних цілях для лікування опіків.

## Загрози
Зміна клімату становить серйозну загрозу для Q. acutifolia. Середовище існування продовжує стикатися з високими показниками вирубки та знищення середовищ існування через наслідки комерційної вирубки та розчищення земель для сільського господарства та випасу худоби.